# 虹明桥
虹明桥为位于中国浙江省绍兴市柯桥区福全镇徐山村、徐山大江和徐山门前江交汇处的一座组合式石梁桥，始建年代不详，今桥为清嘉庆年间重建。
该桥全长58米，蜿蜒曲折，造型独特，由北侧的主桥与南侧的引桥组成，主桥南北走向，引桥前四跨东西走向，最后一跨转南北走向，总平面略呈“Z”字形。主桥四墩五跨，桥墩与北端桥堍均以条石错缝叠砌，上置台冒石并承托桥梁石，北侧桥堍沿5级台阶而上，桥面以三拼石梁纵向并列铺筑而成，两侧均置石栏板，其中中间一跨跨径最大（4.91米）、桥面最高（2.8米），南北两侧各增设4级台阶，桥面中间一拼桥梁石居中处刻有双龙戏珠浅浮雕图案，两侧栏板之间增加望柱间隔。引桥五墩五跨，桥墩与南端桥堍构造同主桥，桥面以两拼石梁并列铺设而成，两侧亦均置石栏板，最后一跨西侧石栏板侧面阴刻楷书“古虹明桥”，部分桥墩条石上刻有“匠人陈燮堂”题记。